# 쓰쿠이정
쓰쿠이정(일본어: 津久井町)은 일본 가나가와현 북서에 위치했던 쓰쿠이군의 정이다. 2006년 3월 20일에 사가미하라시에 편입되었다. 2010년 4월부터 사가미하라시 미도리구의 일부이다.

## 연혁
- 1889년 4월 1일 - 주변의 촌들을 합병해 아오노하라촌·아오네촌이 성립.나카노촌에 군청이 설치되었다.
- 1909년 5월 1일 - 아오야마촌·나가타케촌·네고야촌과 합병해 구시카와촌으로 편입되었다.
- 1925년 1월 1일 - 나카노촌이 정으로 승격해 나카노정(제1차)이 되었다.
- 1925년 7월 1일 - 나카노정·다이촌·마타노촌·미카기촌과 합병해 나카노정(제2차)이 성립하였다.
- 1955년 4월 1일 - 나카노정·구시카와촌·아오노하라촌·아오네촌·도리야촌과 미사와촌이 미츠이 지구가 합병해 쓰쿠이정이 성립하였다.
- 2006년 3월 20일 - 사가미코정와 함께 사가미하라시에 편입해 사가미하라시 쓰쿠이정이 되었고, 지역 자치구가 2011년 3월 31일까지 존재하였다.
- 2010년 4월 1일 - 사가미하라시가 정령지정도시로 이행해, 쓰쿠이 지역의 행정구는 미도리구가 되어, 주소에서 「쓰쿠이초」의 표기가 제외된다.(사가미하라시 쓰쿠이초○○→사가미하라시 미도리구○○)

## 교통

### 도로
- 국도 제412호선
- 국도 제413호선

## 참고 문헌
- 角川日本地名大辞典編纂委員会,『角川日本地名大辞典 神奈川県』1984, 角川書店